# Friedrich Wilhelm zu Limburg-Stirum
Friedrich Wilhelm Richard Paul Graf zu Limburg-Stirum gen. Ebers (* 16. November 1871 in Berlin; † 5. Januar 1951 in Quakenbrück) war ein deutscher Verwaltungsbeamter und Rittergutsbesitzer.

## Leben
Friedrich Wilhelm zu Limburg-Stirum war Sohn des Diplomaten, Politikers und Staatssekretärs Friedrich zu Limburg-Stirum und der Paula geb. von Meyerinck (1844–1925). Sein Bruder war der Landrat Richard zu Limburg-Stirum.
Nach dem Besuch des Gymnasiums in Hirschberg in Schlesien studierte er an der Rheinischen Friedrich-Wilhelms-Universität Bonn und der Schlesischen Friedrich-Wilhelms-Universität Breslau Rechts- und Kameralwissenschaften. 1890 wurde er Mitglied des Corps Borussia Bonn. Er trat nach dem Studium in den preußischen Staatsdienst ein und wurde als Regierungsassessor Hilfsarbeiter im Preußischen Ministerium der geistlichen, Unterrichts- und Medizinalangelegenheiten. Von 1905 bis 1914 war er Landrat des Kreises Tarnowitz.
Zu Limburg-Stirum war Fideikommissherr auf Eberspark, Kreis Wirsitz, das ab 1920 als Chlebno bei Łobżenica zu Polen gehörte. Er war Reserveoffizier des Leib-Kürassier-Regiments „Großer Kurfürst“ Nr. 1. Nach dem Ersten Weltkrieg gehörte er dem Deutschen Herrenclubs an. 

## Ehe und Nachkommen
Er heiratete am 23. September 1907 Lucie von Lieres und Wilkau (* 13. Januar 1885; † 26. August 1909). Das Paar hatte eine Tochter und einen Sohn:
- Theodora Paula Helene (* 13. Juli 1908; † 8. November 2010) ⚭ 1931 Walter Gans zu Putlitz (1906–1976),
- Friedrich Wilhelm Johannes Richard Guidotto (* 7. Juli 1909; † 7. September 1979) ⚭ 1937 Marie Katharine Heybroeck (* 13. Mai 1909), geschiedene Cremers